# Leif Davis
Leif Davis (Newcastle upon Tyne, 31 december 1999) is een Engels voetballer die doorgaans als linkervleugelverdediger speelt. Hij verruilde Leeds United in de zomer van 2022 voor Ipswich Town.

## Clubcarrière

### Leeds United
Davis begon met voetballen bij Walssend Boys Club en speelde tussen 2016 en 2018 in de jeugdopleiding van Morecambe. In 2018 vertrok hij naar Leeds United. Daar maakte hij op 23 december 2018 tegen Aston Villa zijn debuut in het betaalde voetbal. Hij speelde slechts veertien wedstrijden in alle competities in drie seizoenen tijd. In de zomer van 2021 verhuurde Leeds Davis daarom voor één seizoen aan AFC Bournemouth. Daar maakte hij op 14 augustus zijn debuut voor. Maar ook hier zou hij niet doorbreken, hij speelde vijftien wedstrijden voor de club.

### Ipswich Town
Voor een bedrag van 1,2 miljoen nam Ipswich Town Davis in de zomer van 2022 over van Leeds United. Op 30 juli maakte hij tegen Bolton Wanderers zijn debuut voor de club. Daarna bleef hij basisspeler. Nadat hij al zeven assists had gegeven, scoorde Davis op 21 januari 2023 tegen Oxford United zijn eerste doelpunt voor Ipswich Town en in het profvoetbal. Met drie goals en liefst veertien assists in 43 wedstrijden had hij een belangrijke rol in de promotie naar de Championship. Hij werd dan ook benoemd in het League One Team of the Season en het PFA League One Team of the Season.
Ook een niveautje hoger blonk Davis uit: geen speler had meer assists in de competitie dan hij (21). Opnieuw eindigde Ipswich Town bovenin, wat back-to-back promotie naar de Premier League opleverde. Op 17 augustus 2024 maakte hij tegen Liverpool zijn PL-debuut namens Ipswich. Op 2 november scoorde hij tegen Leicester City zijn eerste doelpunt in de Premier League.

## Clubstatistieken
| Seizoen | Club          | Competitie     | Competitie | Competitie | Beker | Beker | Overig | Overig | Totaal | Totaal |
| Seizoen | Club          | Competitie     | Wed.       | Dlp.       | Wed.  | Dlp.  | Dlp.   | Dlp.   | Wed.   | Dlp.   |
| ------- | ------------- | -------------- | ---------- | ---------- | ----- | ----- | ------ | ------ | ------ | ------ |
| 2018/19 | Leeds United  | Championship   | 4          | 0          | 1     | 0     | –      | –      | 5      | 0      |
| 2019/20 | Leeds United  | Championship   | 3          | 0          | 2     | 0     | –      | –      | 5      | 0      |
| 2020/21 | Leeds United  | Premier League | 2          | 0          | 2     | 0     | –      | –      | 4      | 0      |
| 2021/22 | → Bournemouth | Championship   | 12         | 0          | 3     | 0     | –      | –      | 15     | 0      |
| 2022/23 | Ipswich Town  | League One     | 43         | 3          | 3     | 0     | –      | –      | 46     | 3      |
| 2023/24 | Ipswich Town  | Championship   | 43         | 2          | 1     | 0     | –      | –      | 44     | 2      |
| 2024/25 | Ipswich Town  | Premier League | 20         | 1          | 0     | 0     | –      | –      | 20     | 1      |
| Totaal  | Totaal        | Totaal         | 127        | 6          | 12    | 0     | 0      | 0      | 139    | 6      |

1 Murić ·
2 Clarke ·
3 Davis ·
5 Morsy  ·
6 Woolfenden ·
7 Burns ·
8 Phillips ·
10 Chaplin ·
12 Cajuste ·
13 Slicker ·
14 Taylor ·
15 Burgess ·
16 Al-Hamadi ·
18 Johnson ·
19 Delap ·
20 Hutchinson ·
21 Ogbene ·
22 Townsend ·
23 Szmodics ·
24 Greaves ·
25 Luongo ·
26 O'Shea ·
27 Hirst ·
28 Walton ·
33 Broadhead ·
40 Tuanzebe ·
47 Clarke ·
Coach: McKenna